# Contea di Williams (Ohio)
La contea di Williams (in inglese Williams County) è una contea dello Stato dell'Ohio, negli Stati Uniti. La popolazione al censimento del 2000 era di 39 188 abitanti. Il capoluogo di contea è Bryan.